# Saint-Laurent-sur-Oust
Saint-Laurent-sur-Oust (en bretó Sant-Laorañs-Graeneg) és un municipi francès, situat a la regió de Bretanya, al departament d'Ar Mor-Bihan. L'any 2006 tenia 319 habitants.

## Demografia
| 1962                                       | 1968 | 1975 | 1982 | 1990 | 1999 |
| ------------------------------------------ | ---- | ---- | ---- | ---- | ---- |
| 262                                        | 271  | 272  | 293  | 281  | 271  |
| Des de 1962: població sense dobles comptes |      |      |      |      |      |

## Administració
| Període | Identitat       | Partit        |
| ------- | --------------- | ------------- |
| 2001-   | Isabelle Michel | Divers droite |